# 요코스카 진수부

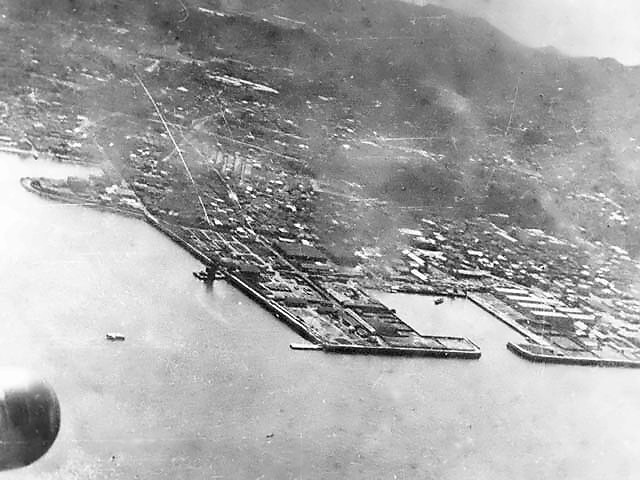
1942년 요코소카 해군 기지

요코스카 진수부(일본어: 横須賀鎮守府)는 일본 가나가와현 요코스카시에 있던 일본 제국 해군의 진수부였다. 일명 ‘요코진’(横鎮)으로 불렸다.

## 연혁
1871년 《해군규칙》에서 ‘부근의 여러 항구를 통괄하는’ ‘해군제독부’의 조항이 마련되었고, 다음 해에는 그 직원이 발령되어 해군성 내에 집무 장소가 규정되었다. 1876년 8월에는 ‘제독부’를 ‘진수부’라고 했으며, ‘동해진수부’를 요코스카에, ‘서해진수부’'를 나가사키에 두는 것이 결정되었지만, 같은 해 9월 14일 ‘동해진수부’가 요코하마에 설치되었지만, 서해 진수부는 설치되지 못했다.
1884년 12월 15일 ‘동해진수부’를 요코스카로 이전하고 ‘요코스카 진수부’로 개칭하고, 요코스카 해군 조선소, 요코스카 해군 병원을 진수부 소관으로 했다. 1886년 4월 22일 《해군조례》에서 전국에 5개의 ‘해군구’를 정하고, 요코스카 진수부는 첫 해군구로 리쿠추국 무쓰국 경계, 기이국의 미나미무로군과 히가시무로군 그리고 오가사와라 제도에 이르는 해안, 해수면을 소관하게 했다. 또한 ‘진수부 관제’에 의해, 진수부 조직으로 참모부, 군의부, 경리부, 조선부, 무기부, 건축부, 군법회의, 감옥서 등이 있었다.

## 연표
- 1884년 12월 15일 - 요코하마에 소재한 ‘동해 진수부’를 요코스카로 이전하여 ‘요코스카 진수부’가 되었고, 요코스카 조선소를 그 소속했다.
- 1885년 6월 24일 - 요코스카 수뢰국 개청.
- 1886년 1월 29일 - 나가우라(長浦)에 수뢰영, 무기고 설치.
  - 4월 22일 - 요코스카 진수부 제1해군구 소관으로 지정.
  - 4월 25일 - 다우라(田浦)에 조병부 발족.
- 1889년 4월 17일 - 浦賀屯営 폐지, 長浦의 수뢰영을 수뢰대로 한다.
  - 5월 16일 - 요코스카 해병단, 요코스카 수뢰 부설부 설치.
  - 5월 28일 - 조선소 진수부 조선부가 된다.
  - 6월 11일 - 요코스카 어뢰 공격 부 설치.
- 1893년 5월 19일 - 진수부 조례 개정. 예비함부, 조선부, 측기고, 무기고, 수뢰고, 무기공장, 병원, 감옥을 설치.
  - 11월 29일 - 해군기관학교 조례 제정 공포. 조선부 부속 해군조선공학학교 폐지.
  - 12월 1일 - 요코스카 해군포술 연습장, 해군 수뢰 기술 연습소 설치.
- 1896년 1월 21일 - 나가우라 수뢰대를 요코스카 수뢰단으로 변경
- 1897년 10월 8일 - 해군 기관 연습소 개설. 조선부 요코스카 해군 공창이 된다.
- 1900년 5월 20일 - 항무부 경리부 개설.
  - 동월 무기부를 병기창으로 함선 부의 조직한다.
  - 9월 14일 - 요코스카 수뢰단을 수뢰부설대를 요코스카 수뢰부설대로 한다.
  - 11월 5일 - 해군 조선 공장을 해군 조선소로, 조병창은 공창의 조병부가 된다.

## 같이 보기
- 요코스카 해군 시설
- 해상자위대

## 참고

### 자료
- 神奈川県県民部県史 편집실 (1980년). 《神奈川県史 통사편4》 (일본어). 神奈川県.
- 오코스카 백년사 편찬 위원회 (1965). 《横須賀百年史》 (일본어). 요코스카 시 역소.
- 하타 이쿠히코 (2005). 《日本陸海軍総合事典》 (일본어) 2판. 도쿄 대학 출판회.